# Zámutov
Zámutov (allemand : Zametau ) , (hongrois : Opálhegy) est un village de Slovaquie situé dans la région de Prešov.

## Histoire
Première mention écrite du village en 1402.

## Démographie

### Évolution de la population
| Année:               | 1994. | 2004.    | 2014.    | 2024.   |
| -------------------- | ----- | -------- | -------- | ------- |
| Nombre de personnes: | 2451  | 2784     | 3116     | 3405    |
| Différence:          |       | +13,58 % | +11,92 % | +9,27 % |

| Année:               | 2023. | 2024.   |
| -------------------- | ----- | ------- |
| Nombre de personnes: | 3381  | 3405    |
| Différence:          |       | +0,70 % |